# Unitat Popular Independent
Unitat Popular Independent (UPI) va ser un partit polític local de Vinaròs creat en les eleccions locals de 1979 amb funcionament assembleari. Estava integrat pel Partit Socialista d'Alliberament Nacional (PSAN) i l’Associació de Veïns Migjorn. Va obtenir tres regidors: Sebastià Carlos Baila, Francesc Sanç i Solé i Vicent Ferrà Sorrius. En 1980 va ser un dels partits integrants del Front d'Esquerra Nacionalista. En 1983 no es va presentar a les eleccions locals i va desaparèixer.